# Норвегия на «Евровидении-1998»
Норвегия принимала участие в сорок третьем выпуске телевизионного конкурса Евровидение-1998, который проходил 9 мая в Бирмингеме, Великобритания. Страну представлял певец Ларс А. Фредриксен с песней Alltid sommer ("Всегда лето"), написанной Дэвидом Эриксеном и Линдой Йохансен. По итогам голосования она заняла восьмое место из 25, набрав 79 очков. Этот результат позволил Норвегии принять участие в конкурсе Евровидение-1999. Таким образом, Alltid sommer стала предшественницей норвежской заявки на конкурс 1999 года Living My Life Without You в исполнении Стига ван Эйка. Конкурс был показан NRK на канале NRK 1 с комментариями Йостейна Педерсена. Глашатаем была Рагнхильд Сельтун Фьёртофт.

## Предыстория
К моменту своего участия в конкурсе 1998 года Норвегия уже участвовала на Евровидение 37 раз с момента своего дебюта в 1960 году. За это время Норвегии удалось дважды выиграть конкурс: в 1985 году с песней La det swinge в исполнении группы Bobbysocks! и в 1995 году с песней Nocturne в исполнении группы Secret Garden. Страна также два раза организовывала Евровидение: в 1986 году в Бергене и в 1996 году в Осло. Норвегии принадлежит сомнительный рекорд по числу финиширования на последнем месте и по получению нуля баллов. Страна семь раз финишировала последней и четыре раза получала нуль баллов. В последний раз это произошло в 1997 году, когда Тор Эндресен занял последнее место с песней San Francisco, заработав нуль баллов.

## До «Евровидения»

### Melodi Grand Prix 1998
Начиная с 1960 года, когда Норвегия дебютировала на Евровидение, норвежский телевещатель NRK организовывает национальные финалы под названием Melodi Grand Prix. Тридцать седьмой выпуск Melodi Grand Prix состоялся 28 февраля 1998 года в студии 2 NRK в Осло. Ведущими были Ойстен Бахе и Руне Гокстад. Живой оркестр под управлением Гейра Лангслета аккомпанировал каждой песне. Всего было представлено восемь песен, а победитель определялся путём комбинации голосов из пяти норвежских регионов (5/7) и членов экспертной коллегии жюри (2/7). Во время шоу было зарегистрировано 63 тысячи голосов от телезрителей, хотя компания Telenor позже объявило о поступлении 440 тысяч голос, не все из которых были зарегистрированы из-за технической ошибки. Особенностью Melodi Grand Prix 1998 стало то, что песни впервые исполнялись не только на норвежском, но и на английском языке. Так, Элизабет Андреассен исполнила свою заявку Winds of the Northern Seas частично на норвежском (куплеты), частично на английском (припев). Введение правила о свободе языка исполнения было связано с привлечением дополнительных ресурсов в лице композиторов, сонграйтеров и молодых исполнителей. По итогам голосования победу одержал Ларс А. Фредриксен с песней All I Ever Wanted (Was You) ("Всё, что я когда-либо хотел (была ты))".
| Порядковый номер | Исполнитель                 | Название песни              | Автор(ы)                                        | Жюри | Телезрители | Всего | Место |
| ---------------- | --------------------------- | --------------------------- | ----------------------------------------------- | ---- | ----------- | ----- | ----- |
| 1                | Ларс А. Фредриксен          | All I Ever Wanted (Was You) | Дэвид Эриксен, Пер Кристиан Оттестад            | 6    | 50          | 56    | 1     |
| 2                | Кристин Хофф и Эрик Якобсен | Bare du og jeg              | Ульф Ризнес                                     | 14   | 0           | 14    | 6     |
| 3                | Гьермунд Эльгенес           | Som en engel                | Ингрид Бьёрнов                                  | 4    | 1           | 5     | 7     |
| 4                | G'stén                      | Always Will                 | Кирре Фритцнер, Оге Стен Нильсен                | 20   | 11          | 31    | 3     |
| 5                | Элизабет Андреассен         | Winds of the Northern Seas  | Торнхильд Нигар, Рольф Граф                     | 10   | 35          | 45    | 2     |
| 6                | Bjelleklang                 | På do                       | Финн Эвенсен                                    | 0    | 23          | 23    | 4     |
| 7                | Торе Хольм                  | Nam nam                     | Гейр Олаф Бёкестад, Пер Кристиан Индрехус       | 0    | 4           | 4     | 8     |
| 8                | Малин Холберг               | En ny mårrån                | Стейн Берге Свендсен, Нора Скауг, Малин Холберг | 2    | 16          | 18    | 5     |

## На «Евровидении»
Согласно правилам конкурса Евровидение-1998 к участию допускаются страна-победительница прошлого выпуска, 18 стран, имеющих высокий средний балл по итогам прошлых пяти конкурсов и те страны, которые не участвовали в предыдущем выпуске, но транслировали его. Средний балл Норвегии по итогам прошлых пяти конкурсов составил 91,6, что позволило ей принять участие. Перед началом конкурса Би-би-си сообщила, что букмекеры поставили Норвегию на 12-е место, наряду с Румынией, Португалией и Эстонией. Ларс А. Фредриксен выступал под номером 22, между Финляндией и Эстонией. В Бирмингеме он исполнил норвежскоязычную версию своей песни All I Ever Wanted (Was You) под названием Alltid sommer, автором текста которой являлась его сестра Линда Йохансен. Этот ход был сделан согласно тогдашнему правилу конкурса, запрещавшему использовать любой-другой язык, кроме государственного языка представляемой исполнителем страны. По итогам голосования Фредриксен занял восьмое место из 25, набрав 79 очков, в том числе 12 очков от Швеции. Данный результат позволил Норвегии принять участие на Евровидение-1999. В 1997 году Европейский вещательный союз допустил телезрителей к процедуре голосования. Голоса телезрителей были задействованы большинством стран на Евровидение-1998. 12 очков норвежские телезрители присудили Мальте. Дирижёром оркестра во время исполнения норвежской заявки был Гейр Лангслет.